# Потен, Пьер Карл Эдуар
Пьер Карл Эдуар Потен (фр. Pierre Carle Édouard Potain; 19 июля 1825, Париж — 5 января 1901, там же) — французский медик, кардиолог, терапевт, доктор наук (с 1853), член Медицинской академии Парижа (1882) и Французской академии наук (1893). Один из основоположников кардиологии.

## Биография
Сын ревизора почтовой администрации. Правнук архитектора Николя Мари Потена.
В 1849—1852 годах экстерном окончил медицинский факультет Парижского университета. Работал ассистентом у Жюля Габриеля Франсуа Байярже в психиатрической больнице в Иври-сюр-Сен. Затем работал в госпитале Шарите в Париже с Жаном Батистом Буйо, который оказал большое влияние на его карьеру.
В 1861 году назначен доктором нескольких больниц Парижа. В 1875 году стал профессором медицинской патологии, затем медицинской клиники. С 1882 по 1900 год работал в госпитале Шарите в Париже.
Участник Франко-прусской войны 1870 года, служил стрелком в национальной гвардии.
Автор трудов по методам исследования органов кровообращения и дыхания. Основные работы по методам исследования органов грудной клетки и семиотике болезней сердца. Способствовал введению в клиническую кардиологию рентгеновского исследования, сфигмографии, измерения артериального давления. Изучил происхождение ритма галопа и функциональных шумов в сердце и дал их клиническую оценку. Предложил счётчик кровяных телец (эритроцитов), аппарат для отсасывания экссудата из плевры (аппарат Потена).

## Избранные публикации
- Клинические лекции (о болезнях сердца и их лечении), пер. с франц., СПБ 1898.